# Очај
Очај је негативна астенична емоција, или стање свести, везан за осећај немогућности особе да задовољи неку потребу. Очај може довести до депресије или је и сам један од симптома и узрочника депресије.

## Механизам очаја
Најчешће се очај јавља као последица јаког негативног утицаја на живот човека. То може бити смрт ближњег, велики важан неуспех итд. Човек, схватајући, да не може да контролише тај негативни утицај, почиње да мисли, да не може никако да исправи ту ситуацију, што код њега резултује појавом субјективног осећаја безизлазности и сопствене немоћи.